# Dzierżoniów
Dzierżoniów (in tedesco Reichenbach im Eulengebirge) è una città polacca del distretto di Dzierżoniów nel voivodato della Bassa Slesia.
Ricopre una superficie di 20,07 km² e nel 2007 contava 35 300 abitanti.

## Storia

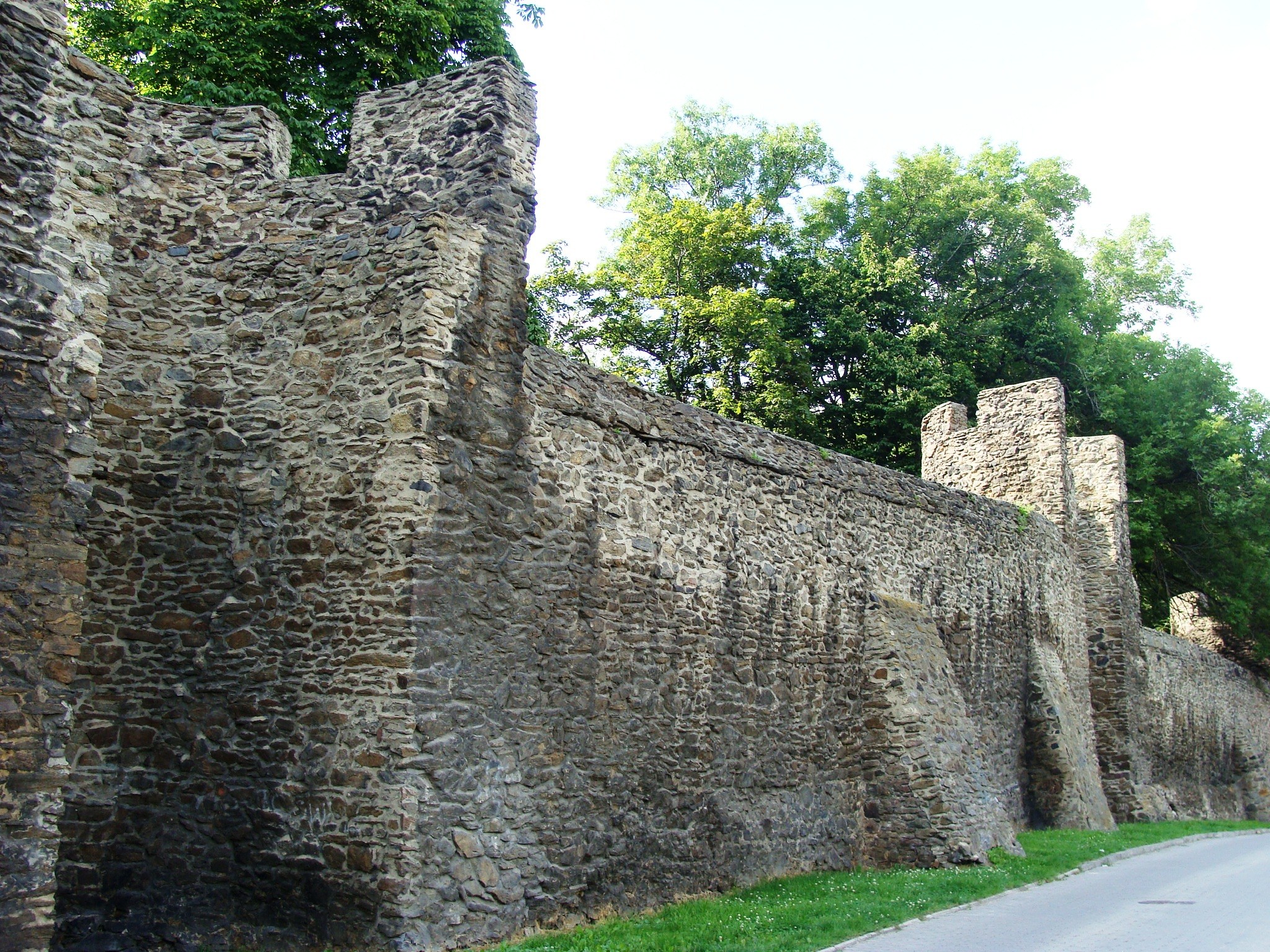
Mura medievali

La città fu probabilmente fondata nel XII secolo. Nel Medioevo, parte della Polonia sotto il dominio della dinastia dei Piast. Più tardi parte del Regno di Boemia. La città ebbe molto a soffrire per la guerra dei trent'anni. Nel 1742, la città fu annessa alla Prussia.
Durante la guerra dei sette anni, gli austriaci furono sconfitti dai prussiani nel 1762 nella battaglia di Burkersdorf.
Nel 1790 vi si tenne una Conferenza fra Austria, Prussia, Paesi Bassi ed Inghilterra che diede origine al trattato di Reichenbach del 27 luglio di quell'anno e che vide il riavvicinamento fra Austria e Prussia. L'imperatore austriaco ottenne, fra l'altro, campo libero per reprimere la rivolta del Brabante.
Il 22 maggio 1813, durante la guerra della sesta coalizione, fu teatro di alcuni scontri. Più tardi lo zar Alessandro I di Russia ed il re Federico Guglielmo III di Prussia vi s'incontrarono e, nel corso dell'armistizio di Pleiswitz, furono stipulati due trattati:
1. il 14 giugno fra Prussia ed Inghilterra, cui aderì il giorno dopo anche la Russia, con il quale l'Inghilterra s'impegnava a versare alle due potenze complessivamente due milioni di sterline in cambio dell'impegno a non concludere una pace separata con la Francia di Napoleone;
2. il 27 giugno l'Austria s'impegnava ad entrare in guerra a fianco di Russia e Prussia qualora Napoleone avesse respinto le condizioni da lei proposte, come intermediario, per la pace

Reichenbach (in polacco: Rychbach), nel 1945, dopo la seconda guerra mondiale, fu assegnata alla Polonia, dopo che la maggior parte dei suoi abitanti di origine tedesca l'avevano lasciata. Quelli rimasti vennero espulsi e sostituiti da polacchi.
La città fu rinominata Dzierżoniów nel 1946 in onore di Jan Dzierżon, pioniere dell'apicoltura moderna.

## Monumenti storici
- Chiesa di San Giorgio (Kościół św. Jerzego), gotico
- Chiesa di Maria Madre della Chiesa (Kościół Maryi Matki Kościoła), classicismo
- Chiesa dell'Immacolata Concezione (Kościół Niepokalanego Poczęcia Najświętszej Maryi Panny), gotico
- Chiesa della Santissima Trinità (Kościół Świętej Trójcy), gotico
- Mura medievali
- Ex monastero agostiniano
- Statua di San Giovanni Nepomuceno, barocco
- Municipio (Ratusz)
- Museo della città di Dzierżoniów (Muzeum Miejskie Dzierżoniowa)
- L'ex "Hotel Polonia"
- Stazione di polizia
- Scuola dell'infanzia
- Vecchie case

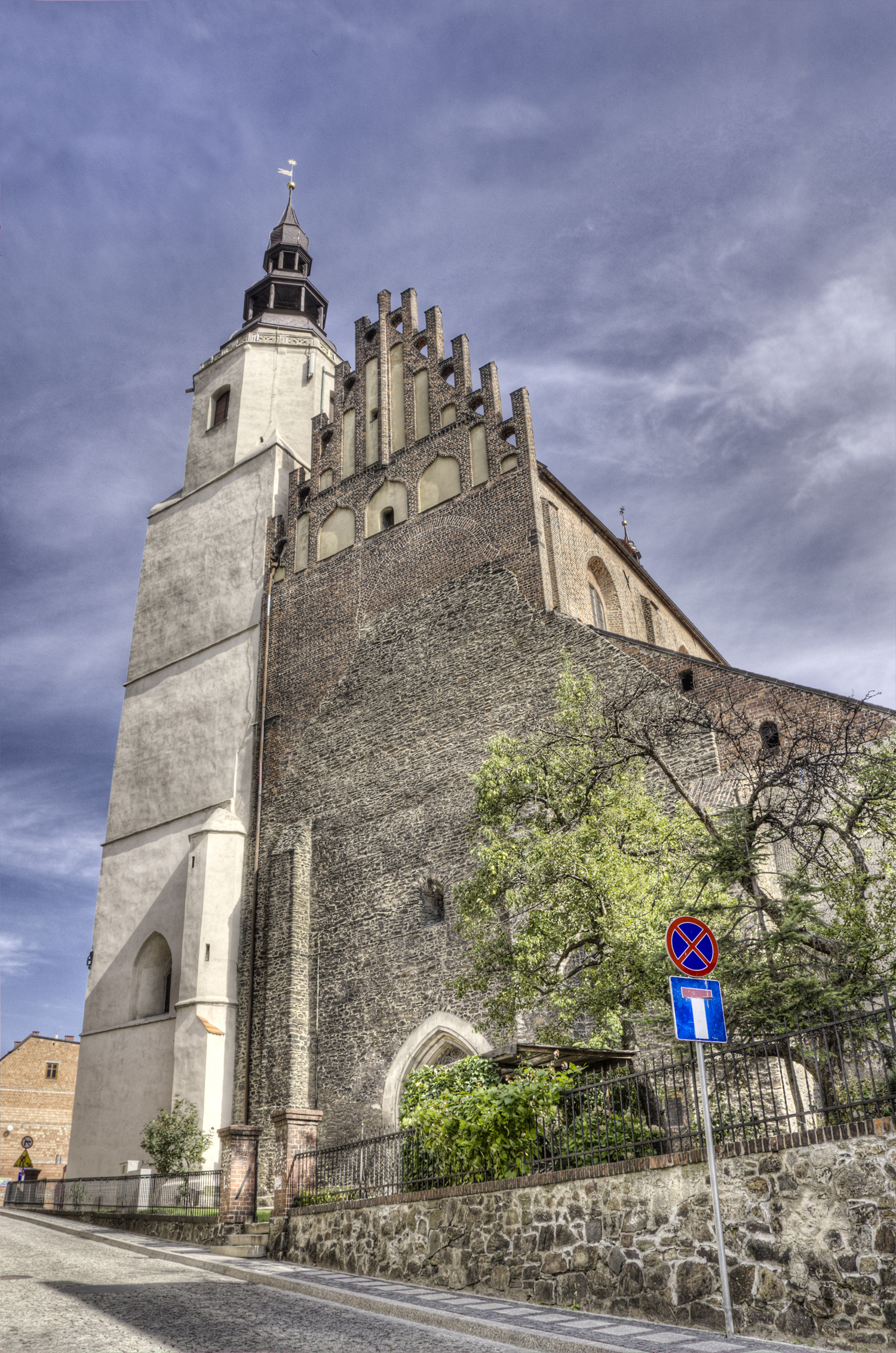
Chiesa di San Giorgio
Chiesa di Santa Maria Madre della Chiesa
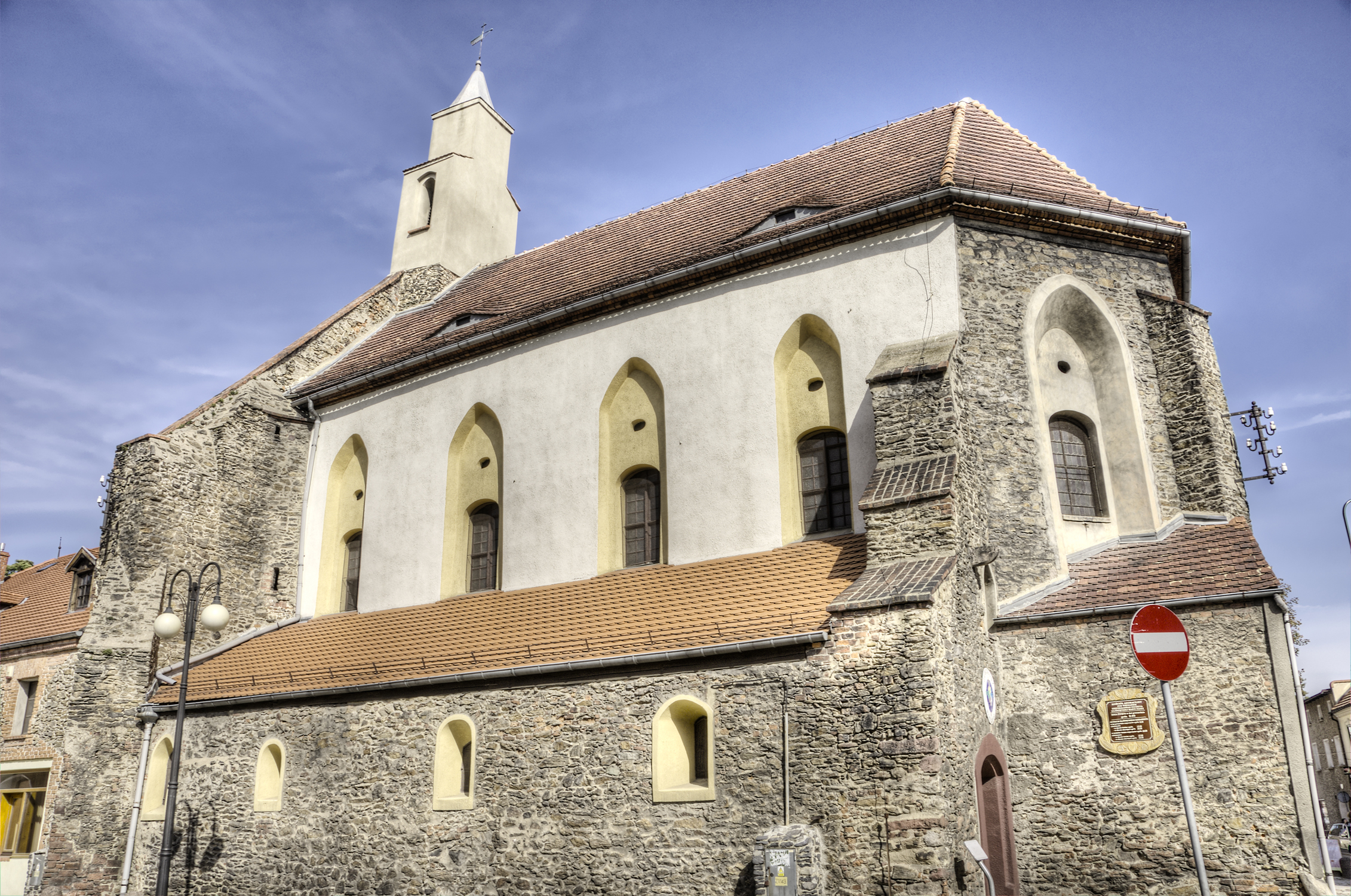
Chiesa dell'Immacolata Concezione
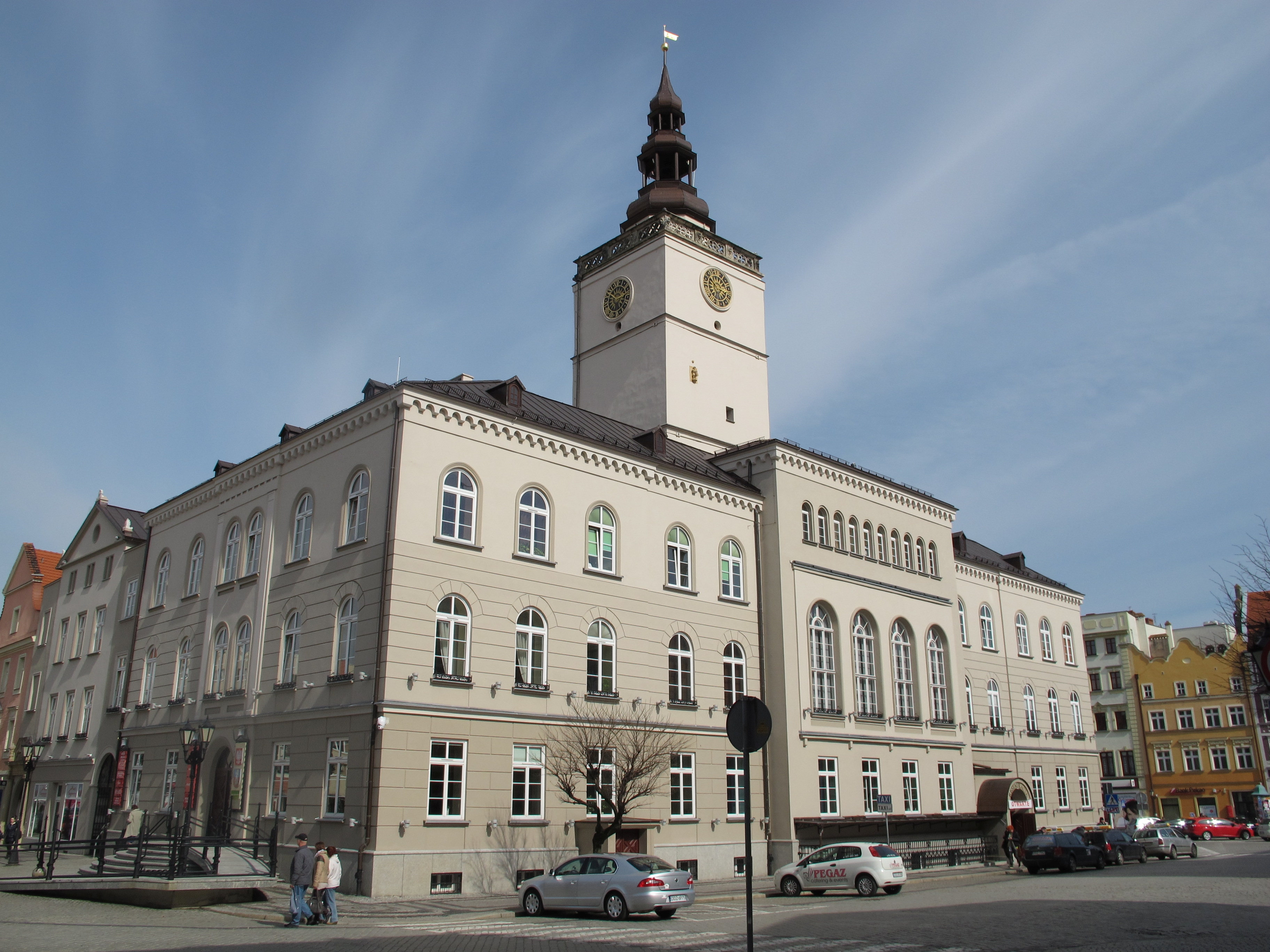
Municipio
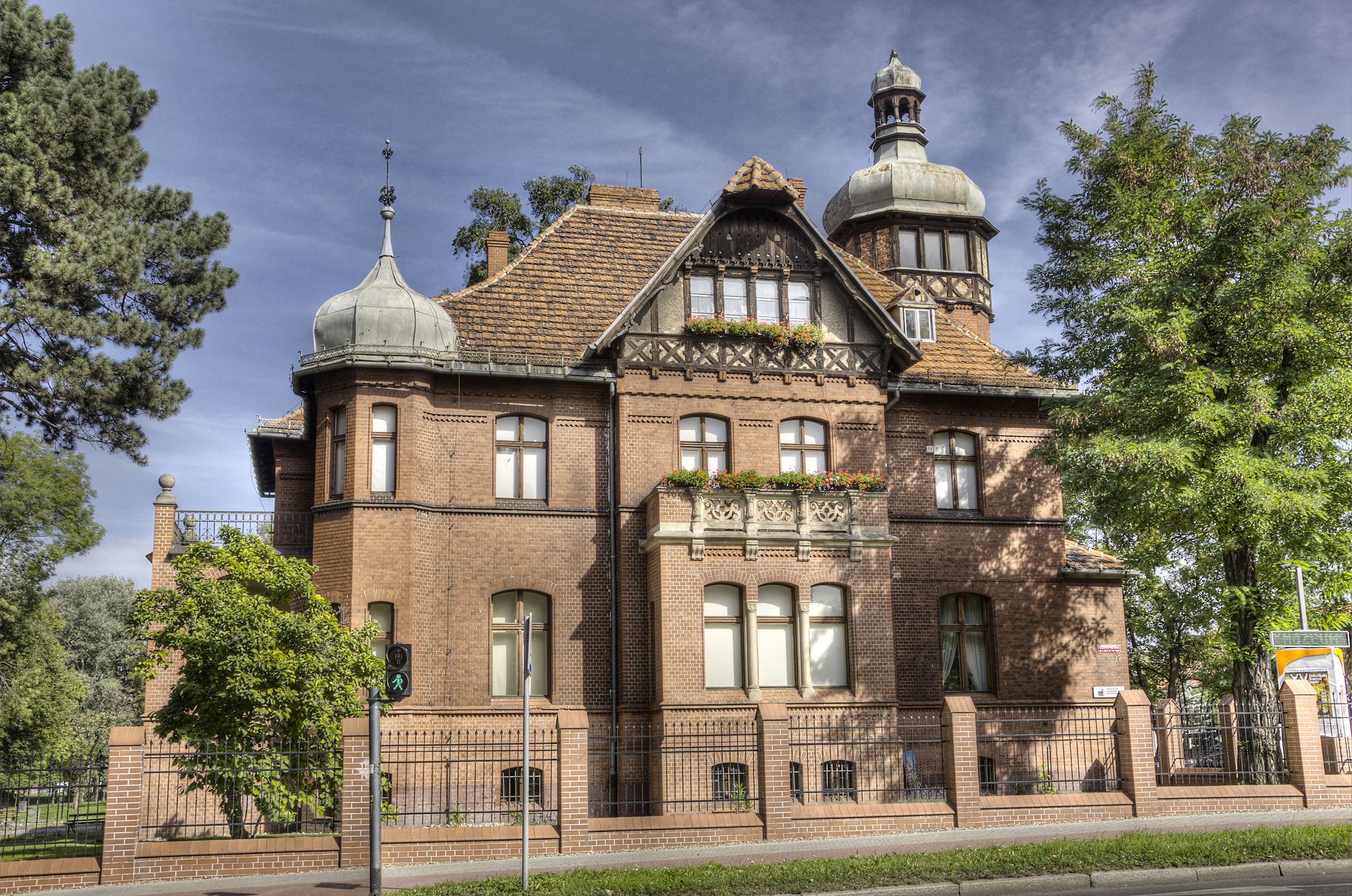
Museo della città di Dzierżoniów
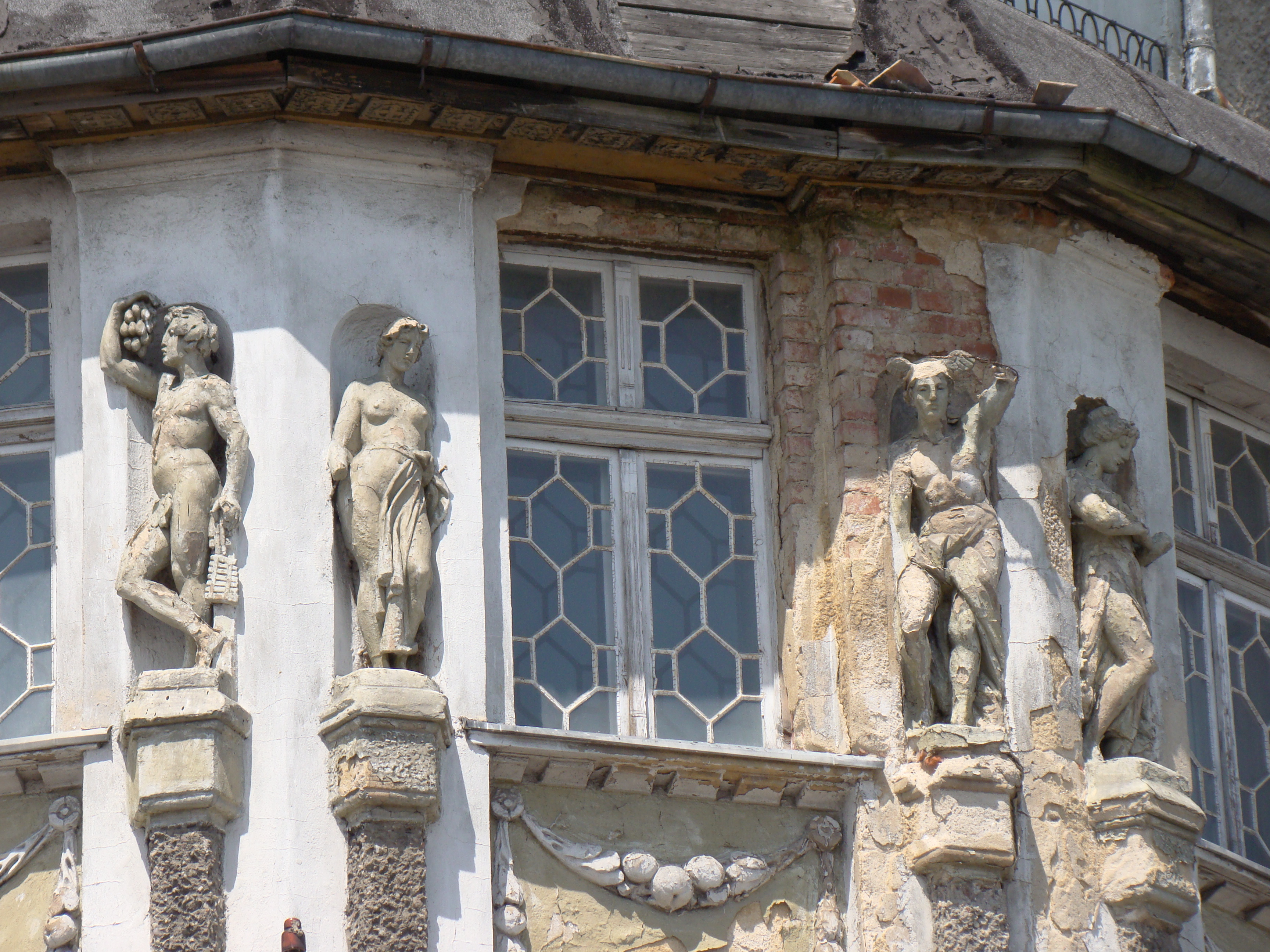
Dettagli dell'hotel Polonia
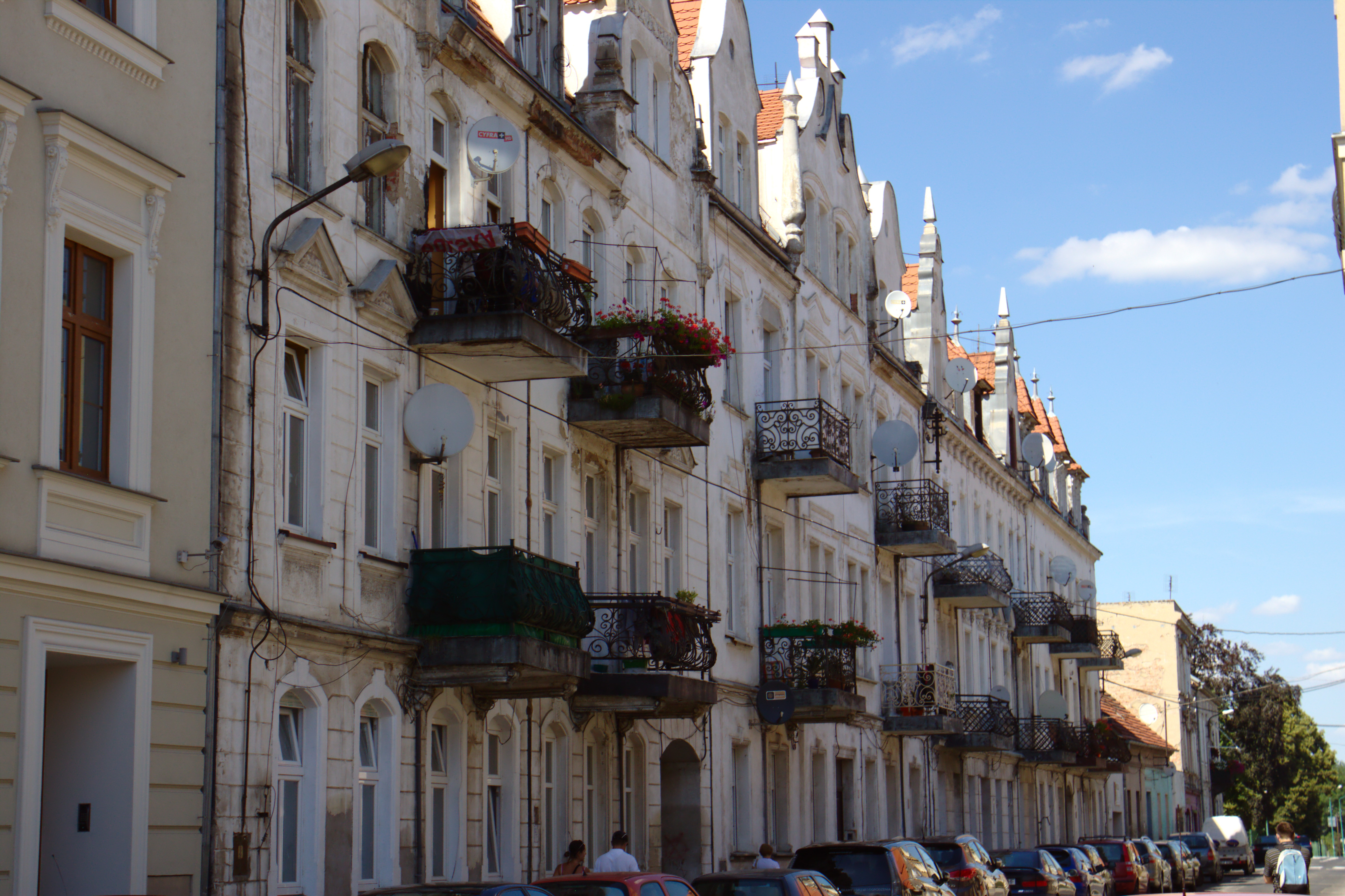
Vecchie case

## Sport
La più importante società calcistica è Lechia Dzierżoniów.

## Località principali nei dintorni
- Dobrocin (Güttmannsdorf)
- Jędrzejowice (Endersdorf)
- Jodłownik (Tannenberg)
- Kiełczyn (Költschen)
- Książnica (Pfaffendorf)
- Mościsko (Faulbrück)
- Myśliszów (Karlswalde)
- Nowizna (Neudorf (Eule))
- Ostroszowice (Weigelsdorf)
- Owiesno (Habendorf)
- Piława Dolna (Nieder Mittel Peilau)
- Roztocznik (Olbersdorf)
- Tuszyn (Hennersdorf)
- Uciechów (Bertholdsdorf)
- Włóki (Dreißighuben)

## Altre località

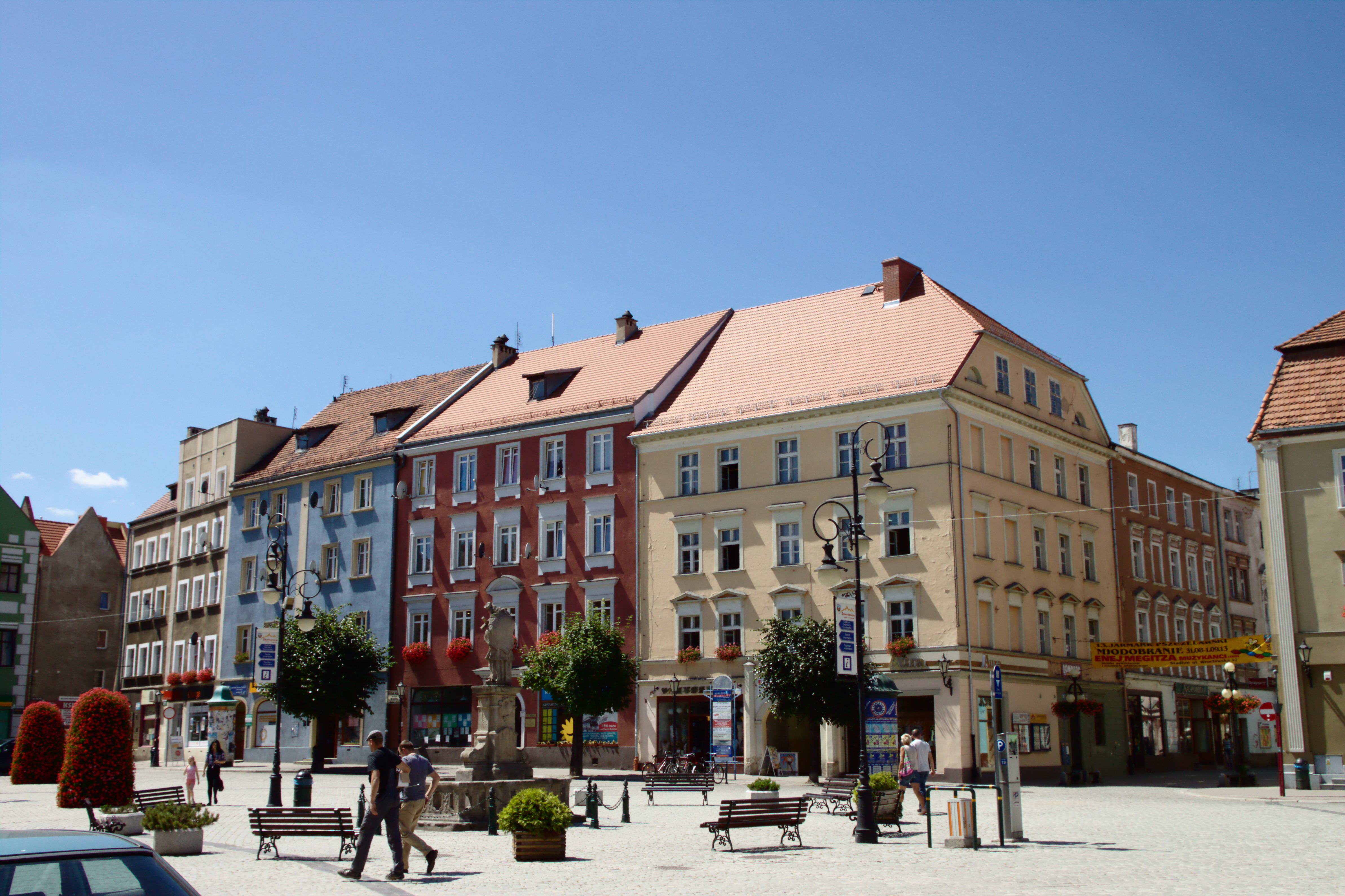
Case vicino alla Piazza del Mercato

- Albinów (Neu Harthau)
- Borowica (Harthau)
- Byszów (Seherrswaldau)
- Dębowa Góra
- Dobrocinek
- Kietlice
- Kołaczów (Prauß)
- Marianówek und
- Wiatraczyn

## Amministrazione

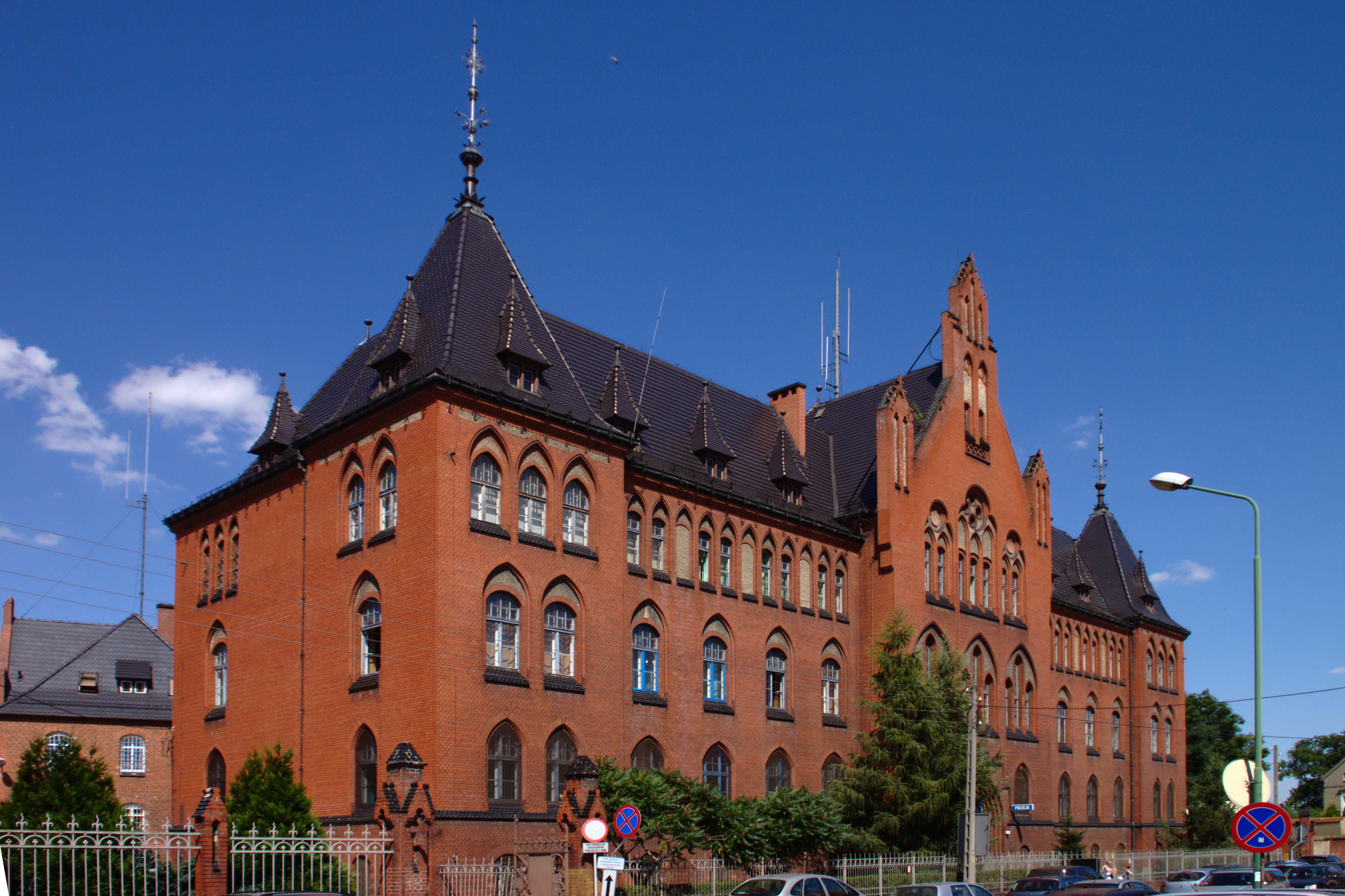
Stazione di polizia

### Gemellaggi
- Bischofsheim, dal 1990
- Lanškroun , dal 1999
- Alouchta , dal 2001
- Crewe and Nantwich, dal 2005
- Serock